# فلاديسلاف بافلينكو
فلاديسلاف بافلينكو (بالأوكرانية: Владислав Віталійович Павленко)‏ هو لاعب كرة قدم أوكراني في مركز الوسط، ولد في 5 أبريل 1994 في نيكوبول في أوكرانيا. شارك مع منتخب أوكرانيا تحت 19 سنة لكرة القدم ومنتخب أوكرانيا تحت 21 سنة لكرة القدم. أما مع النوادي، فقد لعب مع نادي تافريا سيمفروبول ونادي فيتيبسك.

## وصلات خارجية
- فلاديسلاف بافلينكو على موقع اتحاد أوكرانيا (الإنجليزية)
- فلاديسلاف بافلينكو على موقع قاعدة بيانات كرة القدم.إي يو (الإنجليزية)
- فلاديسلاف بافلينكو على موقع Soccerway.com (الإنجليزية)
- فلاديسلاف بافلينكو على موقع عالم كرة القدم.نت (الإنجليزية)